# Ben & Jerry’s
Ben & Jerry’s — марка мороженого, замороженного йогурта, шербета и продуктов на основе мороженого, производимая компанией Ben & Jerry’s Homemade Holdings, Inc. со штаб-квартирой в Саут-Бёрлингтоне (штат Вермонт, США). Главная фабрика находится в Уотербери, штат Вермонт. Компания принадлежит корпорации Unilever.

## История
Компания была основана 5 мая 1978 года году многолетними друзьями, бывшими хиппи Беном Коэном и Джерри Гринфилдом, прошедшими перед этим курс по изготовлению мороженого в университете штата Пенсильвания. Вложив 12000 долларов, они открыли кафе-мороженое в здании бывшей бензоколонки в Берлингтоне, штат Вермонт, предполагая за год заработать денег, купить грузовик и заняться дальнобойными грузоперевозками. Однако кафе быстро набрало популярность в городе, и в 1979 году владельцы отметили годовщину начала бизнеса днём бесплатного мороженого, который впоследствии стал отмечаться по всей стране.
В 1980 году они сняли помещение на Саут-Чепмен стрит (англ. South Champlain Street) в Бёрлингтоне и начали упаковывать своё мороженое для продажи. В 1981 году они открыли первый фирменный магазин в Шелбурне, Вермонт. Мороженое Ben & Jerry’s начали продавать за пределами Вермонта, и в 1984 году (а позже ещё раз в 1987 году) крупнейший производитель мороженого, компания Häagen-Dazs, пыталась ограничить распространение продукции Ben & Jerry’s в Бостоне. Коэн и Гринфилд подали два судебных иска, и оба выиграли. В 1985 году был основан благотворительный фонд Ben & Jerry’s. В 1988 году основатели компании получили ежегодную премию «Представитель малого бизнеса США» (англ. U.S Small Business Persons Of The Year), которую им вручил президент Рональд Рейган.
В 2000 году компания была продана международной корпорации Unilever. Коэн и Гринфилд остались занятыми в различных презентационных проектах Ben & Jerry’s, нередко связанных с экологической проблематикой.

## Кладбище вкусов
Возле деревни Уотербери в штате Вермонт в 1997 году было создано «Кладбище вкусов» (англ. Flavor Graveyard. Там установлены надгробные плиты с этикетками сортов мороженого Ben & Jerry’s, которые сняли с производства.